# Эрлих, Пауль
Па́уль Э́рлих (нем. Paul Ehrlich; 14 марта 1854, Штрелен, Силезия — 20 августа 1915, Бад-Хомбург, Германия) — немецкий врач, иммунолог, бактериолог, химик, основоположник химиотерапии. Лауреат Нобелевской премии (1908).

## Биография
Пауль Эрлих родился в силезском городе Штрелен (ныне Польша). Он был четвёртым ребёнком (и единственным мальчиком) в обеспеченной еврейской семье. Его отец, Измар Эрлих (1818—1898), владел постоялым двором и винокурней, доставшейся ему от его отца, состоятельного торговца Хаймана Эрлиха (1784—1873); мать, Роза Вайгерт (1826—1909), была домохозяйкой. Двоюродный брат матери (лишь на девять лет старше Пауля), Карл Вайгерт (Karl Weigert, 1845—1904), был известным патологом и способствовал становлению научных интересов племянника.
В бреславльской гимназии получил среднее образование. Потом перешёл в медицинскую школу. Считался бунтовщиком, учился плохо.
Имел прозвище среди друзей «доктор Фантаст». Выкуривал до 25 сигарет в день.
Был сторонником революционных идей Роберта Коха и Луи Пастера. Стал работать под руководством Роберта Коха.
Эрлих работал в различных областях медицинской биологии, химии, экспериментальной патологии и терапии. Он установил наличие различных форм лейкоцитов, значение костного мозга для образования гранулоцитов, дифференцировал определённые формы лейкозов и создал дуалистическую теорию кроветворения (1880—1898). В этот же период он открыл так называемые тучные клетки; впервые обнаружил существование гематоэнцефалического барьера; предложил специфический метод окрашивания микобактерий туберкулёза, способ многоцветной окраски мазков крови и гистологических препаратов. Создал первую сывороточно-контрольную станцию. Высказал идею о том, что клетки, ответственные за иммунные реакции, имеют на поверхности антигенраспознающие структуры — рецепторы. Эта идея, сыгравшая огромную роль в развитии иммунологии, нашла полное подтверждение.
В 1888 году, заразившись туберкулёзом, был вынужден уехать в Египет. В 1890 году он вернулся из Египта и стал работать в берлинском институте имени Роберта Коха.
Начиная с 1891 года Эрлих стал разрабатывать методы лечения инфекционных болезней с помощью химических веществ. Он установил факт приобретения микроорганизмами устойчивости к химиотерапевтическим препаратам. Мировую славу Эрлиху принес разработанный им «препарат 606» (сальварсан), который оказался высокоэффективным при лечении сифилиса.
В 1899 году переезжает из Берлина во Франкфурт-на-Майне. Из-за своей любви к книгам, журналам и сигаретам всегда жил в нужде.
В 1901 году Пауль Эрлих начал работать над проблемой злокачественных опухолей. Прочитав исследование Альфонса Лаверана, вдохновился на поиск «магической пули», которая бы убила трипаносому.
Он предложил много важных для клинической практики лабораторных реакций.
В 1906 году фрау Франциска Шпейер пожертвовала Эрлиху крупную сумму денег на постройку института имени Георга Шпейера. Находясь во главе этого института, Эрлих руководил целой армией химиков. В этой лаборатории он видоизменил препарат атоксил, содержащий мышьяк, создав на его основе 606 соединений. Как раз «препарат 606», диокси-диамино-арсенобензол-дигидрохлорид, позволил очистить кровь мышей от трипаносом, оставаясь совершенно безвредным для животных. После этого открытия он вспомнил, что на трипаносому похожа спирохета, вызывавшая сифилис, и решил проверить свое лекарство на больных этой болезнью людях. Так великий ученый и создал лекарство от этой тяжёлой болезни.
Впоследствии «препарат 606» был назван «сальварсан».
Нобелевская премия присуждена ему (совместно с И. И. Мечниковым) за работы в области иммунологии в 1908 году.